# Verminus
V římské mytologii byl Verminus bohem, který chránil dobytek před nemocí. Tento bůh může pocházet od Indigetů, které Římané dobyli v roce 218 př. n. l.  Oltář zasvěcený a postavený konzulem (nebo duovirem) Aulem Postumiem Albinem v roce 151 př. n. l. byl objeven v roce 1876   a byl umístěn v muzeu Antiquarium Comunale v Římě.  
Nápis ze 2. století zasvěcený tomuto bohu byl považován za reakci na zvýšené infekce mezi lidmi. 
Oltář Verminuse byl objeven na Viminálu v Římě.  